# Phil Hine
Phil Hine es un escritor de origen británico y ocultista, autor de libros como Pseudonomicon, Caos Condensado, Caos Primario, y varios ensayos sobre magia del caos y magia relacionada con los mitos de Cthulhu.

## Libros
Su primer trabajo con alcance popular fue un pequeño panfleto llamado ahora "Caos Listo para el Horno" (anteriormente Caos Condensado, un título que reutilizó para uno de sus libros). En él, se delineaba una breve y sencilla "definición" de la magia(k), y una breve historia de la escuela práctica llamada "magia del caos", delineando algunas de sus ideas y técnicas básicas.
Caos Condensado fue una expansión de este panfleto, enfocado a técnicas básicas y un estilo de hacer magia que ha acabado por asociarse a la propia magia del caos. Se le unió un segundo volumen llamado Caos Primal, que puso el énfasis más en la construcción y usos de técnicas rituales formales.
Este libro, aun invirtiendo sus palabras en inglés (Condensed Chaos), ha dado lugar a un grupo musical español del género spoken word, llamado Chaos Condensed

## El sistema de Hine
En ocasiones se ha criticado los trabajos de Phil Hine por falta de profundidad, pero también es considerado uno de los autores sobre la materia más prácticos, accesibles, y con los pies en la tierra. Ciertamente no es tan complejo como el material de Aleister Crowley, pero consigue expresarse sin resultar obtuso u oscuro. Es probablemente el autor más exitoso en el mundo de lo oculto a la hora de sacar la jerga mística fuera de las escrituras específicas "mágicas", incluso si por ello sus libros son considerados como material para principiantes.

### Definición de Magia
Hine intentó evitar dar una definición concisa de magia en sus trabajos. En lugar de esto, intentó sugerir que la magia consiste en una fuerza vital y un modo de consciencia y modo de vida. En cualquier caso, si ha de reutilizarse alguna afirmación que pueda servir como "definición" para Phil Hine, la más aproximada sería, "Magia es una serie de técnicas para extender los límites de la Realidad Obtenible".
Otra definición que puede abstraerse de sus escritos sería, "un estado de apertura a una realidad más expansiva, y la aplicación de este estado en la vida de cada uno".

### Método
Phil Hine afirma repetidas veces, probablemente influido por Robert Anton Wilson y la Programación neurolingüística, que las estructuras metafísicas utilizadas por ciertas escuelas de magia y los objetivos de sus practicantes no son absolutos, sino que para el hechicero del caos resultan cuestión de estilo y pragmatismo. Es decir, en lugar de dar una explicación metafísica de por qué algo debería de funcionar, delinea una serie de técnicas básicas para alterar los estados de consciencia, e insiste en que la única forma de aprender sobre magia es probar tú mismo. Parece seguir por lo general la idea de que ciertas formas de magia se llevan a cabo en estados de gnosis, pero no lo considera así de forma rígida.

### Estilo Ritualístico
Siguiendo su idea de que la magia ha de ser divertida y basarse en lo que sea que funcione, Hine se desliza desde rituales qabbalísticos semi-tradicionales, a meditación sobre diagramas de flujo inspirados en técnicas de programación en informática, a absurdos ritos discordianos. El empuje de su consejo es fabricarlo uno mismo de aquella forma que resulte atractiva, y modificarlo respecto a las necesidades.